# El autor
El autor és una pel·lícula amb producció hispà-mexicana, dirigida per Manuel Martín Cuenca, basada en un relat de Javier Cercas. Es va estrenar el 17 de novembre del 2017.
La pel·lícula està basada en el llibre El móvil, que va ser la primera novel·la de Javier Cercas, publicada en 1987. La cinta va participar al Festival Internacional de Cinema de Toronto de 2017, on va obtenir el premi de la crítica, i també el va fer en la selecció oficial del Festival Internacional de Cinema de Sant Sebastià.

## Sinopsi
Álvaro (Javier Gutiérrez Álvarez), emprat d'una notaria, se separa de la seva dona, Amanda (María León), una exultant escriptora de best-sellers, i decideix afrontar el seu somni: escriure una gran novel·la. Però és incapaç; no té talent ni imaginació... Guiat pel professor del taller d'escriptura que està aprenent (Antonio de la Torre), indaga en els pilars de la novel·la, fins que un dia descobreix que la ficció s'escriu amb la realitat. Comença llavors a manipular als seus veïns i amistats per a crear una història, una història real que superarà la ficció.

## Repartiment
- Javier Gutiérrez Álvarez -> Álvaro Martín, emprat d'una notaria
- María León -> Amanda, esposa d'Álvaro
- Adelfa Calvo -> Lola, la portera
- Adriana Paz -> Irene, la veïna
- Tenoch Horta -> Enrique, el marit d'Irene
- Rafael Téllez -> el senyor Montero
- Antonio de la Torre -> Juan, el professor del taller de literatura
- Domi del Postigo -> presentador
- José Carlos Carmona -> Jesús
- Alberto González -> don Alfonso
- Craig Stevenson -> Craig McCallan, el conferenciant
- José Chaves -> el marit de Lola, la portera
- Juanfra Juárez -> Álex
- Juan Carlos Villanueva -> el jutgr
- Amanuel Cadaval -> el fill d'Irene i Enrique

## Premis

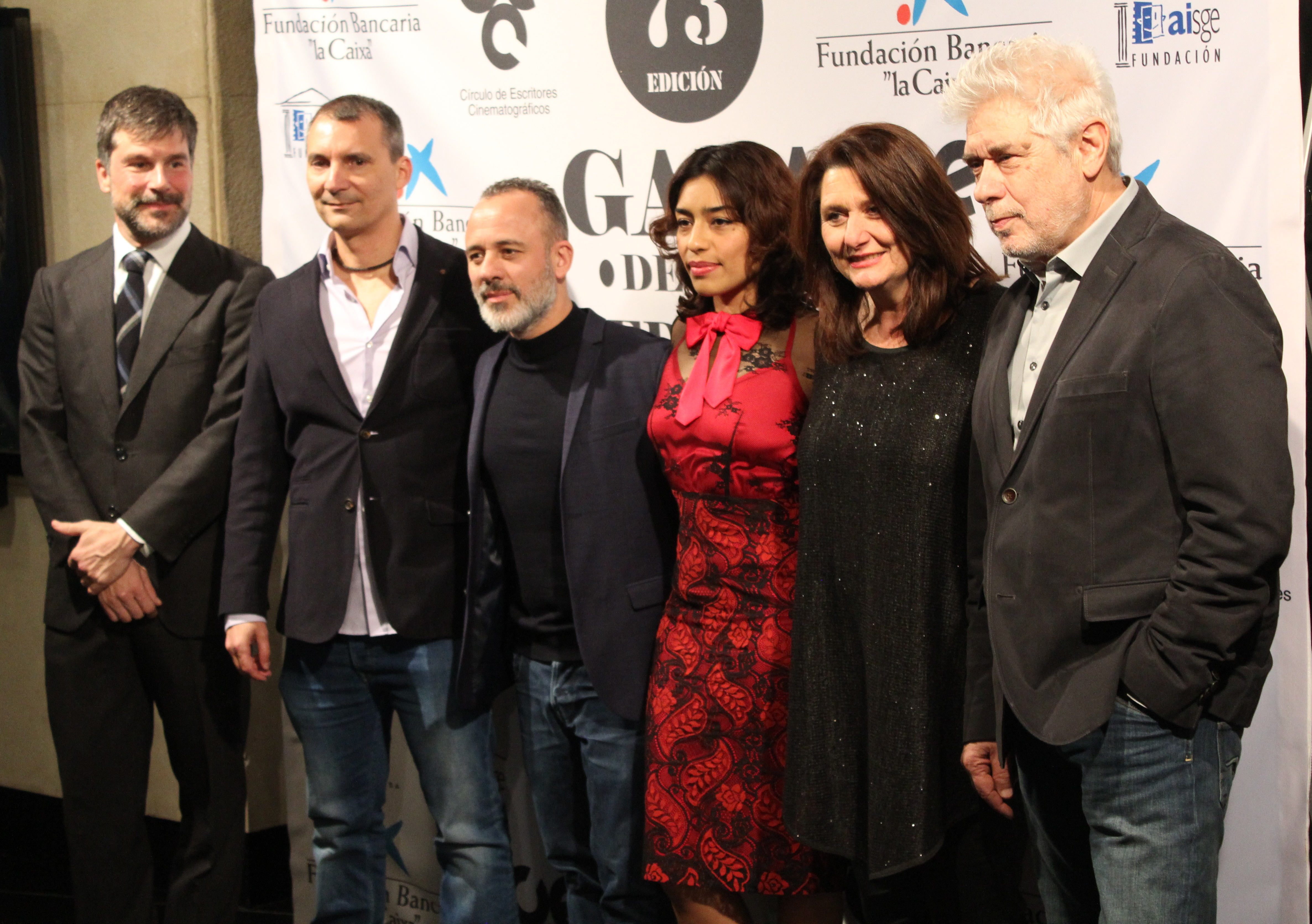
El productor David Naranjo, el guionista Alejandro Hernández, l'actor Javier Gutiérrez Álvarez, les actrius Adriana Paz i Adelfa Calvo i el productor executiu José Nolla.

Premis Goya
| Any  | Categoria                    | Nominats                                           | Resultat   |
| ---- | ---------------------------- | -------------------------------------------------- | ---------- |
| 2017 | Millor pel·lícula            | El autor                                           | Nominat    |
| 2017 | Millor direcció              | Manuel Martín Cuenca                               | Nominat    |
| 2017 | Millor actor protagonista    | Javier Gutiérrez Álvarez                           | Guanyador  |
| 2017 | Millor actriu revelació      | Adriana Paz                                        | Nominada   |
| 2017 | Millor actriu de repartiment | Adelfa Calvo                                       | Guanyadora |
| 2017 | Millor actor de repartiment  | Antonio de la Torre Martín                         | Nominat    |
| 2017 | Millor so                    | Daniel de Zayas, Pelayo Gutiérrez, Alberto Ovejero | Nominats   |
| 2017 | Millor guió adaptat          | Alejandro Hernández, Manuel Martín Cuenca          | Nominats   |
| 2017 | Millor música original       | Eugenio Mira                                       | Nominat    |

Premis Feroz
| Any  | Categoria                    | Nominat/s                                 | Resultat   |
| ---- | ---------------------------- | ----------------------------------------- | ---------- |
| 2017 | Millor pel·lícula dramàtica  | L'autor                                   | Nominada   |
| 2017 | Millor direcció              | Manuel Martín Cuenca                      | Nominat    |
| 2017 | Millor actor protagonista    | Javier Gutiérrez Álvarez                  | Guanyador  |
| 2017 | Millor actriu de repartiment | Adelfa Calvo                              | Guanyadora |
| 2017 | Millor actor de repartiment  | Antonio de la Torre Martín                | Nominat    |
| 2017 | Millor guió                  | Alejandro Hernández, Manuel Martín Cuenca | Nominats   |
| 2017 | Millor música original       | Eugenio Mira                              | Nominat    |
| 2017 | Millor tràiler               | Fernando Vallarino                        | Nominat    |

Premis Cinematogràfics José María Forqué
| Any  | Categoria                                          | Nominat/s | Resultat   |
| ---- | -------------------------------------------------- | --------- | ---------- |
| 2017 | Premi al Millor Llargmetratge de Ficció o Animació | L'autor   | Guanyadora |

Medalles del Cercle d'Escriptors Cinematogràfics
| Any  | Categoria    | Nominat/s                | Resultat  |
| ---- | ------------ | ------------------------ | --------- |
| 2017 | Millor actor | Javier Gutiérrez Álvarez | Guanyador |

Festival Internacional de Cinema de Toronto
| Edició | Categoria | Nominat/s            | Resultat  |
| ------ | --------- | -------------------- | --------- |
| 2017   | FIPRESCI  | Manuel Martín Cuenca | Guanyador |